# Quasipaa exilispinosa
Quasipaa exilispinosa es una especie de anfibio anuro de la familia Dicroglossidae. Se distribuye por China. El consumo humano, y la pérdida y degradación de sus hábitats natural son las principales amenazas a su conservación.